# Elfriede Née
Elfriede Née (* 2. Mai 1922 in Königsberg; † 24. Mai 2021) war eine deutsche Schauspielerin und Hörspielsprecherin.

## Leben
Über das Leben der 1922 im preußischen Königsberg geborenen Elfriede Née sind nur lückenhafte Informationen vorhanden. Nach Engagements an Theatern in Darmstadt, Dresden und Leipzig stand sie ab 1953 in Ost-Berlin, neben dem Deutschen Theater, noch in weiteren wichtigen Theatern auf der Bühne. In einigen Produktionen der DEFA und des Deutschen Fernsehfunks (Fernsehens der DDR) stand sie vor der Kamera. In mehreren Hörspielproduktionen der Mitteldeutsche Rundfunk AG und des Rundfunks der DDR wirkte sie als Sprecherin mit.
Elfriede Née war bis 1955 mit dem Schauspieler Martin Flörchinger (Paintner) (1909–2004) verheiratet. Sie verstarb im Jahr 2021 im Alter von 99 Jahren.

## Filmografie
- 1958: Das Lied der Matrosen
- 1965: Der Frühling braucht Zeit
- 1971: Rottenknechte (Fernsehfilm)
- 1977: Zur See (Fernsehserie, 1 Episode)

## Theater
- 1947: Georg Kaiser: Der Soldat Tanaka – Regie: ? (Theater Darmstadt)
- 1951: Nikolai Pogodin: Das Glockenspiel des Kreml – Regie: Martin Hellberg (Staatsschauspiel Dresden)
- 1952: Romain Rolland: Robespierre – Regie: Arthur Jopp, Max Burghardt (Städtische Theater Leipzig)
- 1953: William Shakespeare: Hamlet – Regie: Fritz Wendel (Städtische Theater Leipzig)
- 1953: Friedrich Wolf: Thomas Müntzer (Ottilie Müntzer) – Regie: Wolfgang Langhoff (Deutsches Theater Berlin)
- 1957: Ewan MacColl nach Aristophanes: Unternehmen Ölzweig – Regie: Joan Littlewood (Maxim-Gorki-Theater Berlin)
- 1958: Hans José Rehfisch, Wilhelm Herzog: Die Affäre Dreyfus (Lucie Dreyfus) – Regie: Fritz Wisten (Volksbühne Berlin)
- 1959: Werner Heiduczek: Jule findet Freunde – Regie: Helmut Hellstorff (Theater der Freundschaft)
- 1961: Anton Tschechow: Der Kirschgarten (Warja) – Regie: Wolfgang Heinz (Deutsches Theater Berlin)
- 1963: Rolf Schneider: Prozeß Richard Waverly (Gladys) – Regie: Wolf-Dieter Panse (Deutsches Theater Berlin – Kammerspiele)
- 1967: Friedhold Bauer: Baran oder Die Leute im Dorf – Regie: Friedo Solter (Deutsches Theater Berlin – Kammerspiele)
- 1969: Euripides: Die Troerinnen – Regie: Wolfgang Heinz (Deutsches Theater Berlin)
- 1972: Friedrich Schiller: Kabale und Liebe – Regie: Klaus Erforth, Alexander Stillmark (Deutsches Theater Berlin – Kammerspiele)

## Hörspiele
- 1949: Johann Wolfgang von Goethe: Urfaust (Margarethe) – Regie: Carl Nagel (Hörspiel – MDR)
- 1949: Ilja Ehrenburg: Der Fall von Paris (Denise, eine Modistin) – Regie: Peter Bejach (Hörspiel – MDR)
- 1950: Friedrich Schiller: Wilhelm Tell – Regie: Carl Nagel (Hörspiel – NDR)
- 1950: Gerhart Hauptmann:  Florian Geyer (Marei, eine Lagerdirne) – Regie: Carl Nagel (Hörspiel – MDR)
- 1953: Charles Dickens: Der Weihnachtsabend (Bella) – Regie: Hans Busse (Hörspiel – Rundfunk der DDR)
- 1954: Günther Rücker: Dorie (Hanna) – Regie: Günther Rücker (Hörspiel – Rundfunk der DDR)
- 1954: Berta Waterstradt: Besondere Kennzeichen, keine (Gerda Krause) – Regie: Ingrid Föhlich (Hörspiel – Rundfunk der DDR)
- 1956: Maximilian Scheer: Der Weg nach Alcatraz (Helen Sobell) – Regie: Maximilian Scheer (Kriminalhörspiel – Rundfunk der DDR)
- 1956: Wolfgang Weyrauch: Die japanischen Fischer (Fischerfrau) – Regie: Hans Goguel (Hörspiel – Rundfunk der DDR)
- 1957: Lion Feuchtwanger: Der Teufel in Boston (Abigail) – Regie: Wolfgang Heinz (Hörspiel – Rundfunk der DDR)
- 1958: Günter Schiffel: Der Prozess (Saccos Frau) – Regie: Werner Hoffmann (Kinderhörspiel – Rundfunk der DDR)
- 1959: Friedrich Karl Kaul, Walter Jupé: Alles beim alten (Ev Stutterberg) – Regie: Gert Beinemann (Hörspiel – Rundfunk der DDR)
- 1968: Siegfried Pfaff: Kostha, der Funker (Mutter) – Regie: Detlef Kurzweg (Kinderhörspiel, 2 Teile – Rundfunk der DDR)
- 1968: Lion Feuchtwanger: Gesucht wird – Ines Armand (Ines Tante) – Regie: Detlef Kurzweg (Kinderhörspiel – Rundfunk der DDR)
- 1971: Gerhard Rentzsch: Das Amulett – Regie: Wolf-Dieter Panse (Hörspiel, 1. + 6. Teil, Prolog, Epilog – Rundfunk der DDR)
- 1971: Erich Schlossarek: Eine Stelle hinterm Komma – Regie: Werner Grunow (Hörspiel – Rundfunk der DDR)
- 1975: Susanne Günther: Schaut nicht nur auf die Starken (Frau v. Wegen) – Regie: Barbara Plensat (Hörspiel – Rundfunk der DDR)
- 1976: Rudolf Braune: Das Mädchen an der Orga Privat (Wirtin) – Regie: Barbara Plensat (Hörspiel – Rundfunk der DDR)
- 1977: Kurt Steiniger: Wie der Turm von Pisa (Bibliothekarin) – Regie: Werner Grunow (Hörspiel – Rundfunk der DDR)
- 1978: Jakob Michael Reinhold Lenz: Die Soldaten (Frau Wesener) – Regie: Barbara Plensat (Hörspiel – Rundfunk der DDR)
- 1979: Heinrich Mann: Die traurige Geschichte von Friedrich dem Großen – Regie: Barbara Plensat (Hörspiel – Rundfunk der DDR)
- 1980: Gerhard Jäckel: Tod im Moor (Irene) – Regie: Wolfgang Brunecker (Kriminalhörspiel – Rundfunk der DDR)
- 1980: Brüder Grimm: Die Gänsehirtin am Brunnen (Gänsefrau) – Regie: Rüdiger Zeige (Hörspiel – Rundfunk der DDR)
- 1981: Reinhard Kuhnert: Die Traurige Stadt – Regie: Uwe Haacke (Kinderhörspiel – Rundfunk der DDR)
- 1982: Richard von Volkmann: Von der Königin, die keine Pfeffernüsse backen konnte, und vom König, der das Brummeisen nicht spielen konnte (Haushofmeisterin) – Regie: Uwe Haacke (Kinderhörspiel, Kurzhörspiel – Rundfunk der DDR)